# Société aurifère de Guinée
Pour les articles homonymes, voir SAG.
La Société aurifère de Guinée ou SAG est l'une des principales entreprises de la République de Guinée, spécialisée dans l'exploitation de l'or dans la région de Kankan, plus précisément dans la préfecture de Siguiri,,.
Elle est une filiale du géant sud-africain AngloGold Ashanti, qui détient 85% de la mine de Siguiri contre 15% pour l'État guinéen.

## Production
La SAG produit annuellement 350 000 onces d'or.